# Конюховский сельский совет (Козовский район)
Конюховский сельский совет (укр. Конюхівська сільська рада) — входит в состав
Козовского района
Тернопольской области
Украины.
Административный центр сельского совета находится в 
с. Конюхи.

## История
- 1462 — дата образования.

## Населённые пункты совета
- с. Конюхи
- с. Заберёзки
- с. Залесье